# أليو سيسيه (لاعب كرة قدم مواليد 1990)
أليو سيسيه (Aliou Cissé) لاعب كرة قدم سنغالي من مواليد 15 مايو 1990. يجيد اللعب في مركز الوسط.

## وصلات خارجية
- أليو سيسيه على موقع قاعدة بيانات كرة القدم.إي يو (الإنجليزية)
- أليو سيسيه على موقع Soccerway.com (الإنجليزية)
- أليو سيسيه على موقع كووورة